# 大阪城ステークス
大阪城ステークス(おおさかじょうステークス)は日本中央競馬会(JRA)が阪神競馬場の芝1800mで施行されている中央競馬の競走である。競走名は大阪府にある大阪城から来ている。

## 概要
1984年に阪神競馬場で芝2500mの5歳以上（現4歳以上）長距離のオープン特別として第1回が施行された。後に1998年に施行距離を芝2000mに変更され、また2007年に現行の芝1800mに変更された。1991年と1995年は京都競馬場芝2400mで施行された。
賞金は1着2800万円、2着1100万円、3着700万円、4着420万円、5着280万円となっている。
実は本競走で勝利したGI馬は未だに存在しない。しかし、2着馬や3着馬などにはGI優勝馬は存在しており、例えば1991年4着馬には後の有馬記念や宝塚記念の優勝馬メジロパーマー、1993年8着馬に1989年の阪神3歳ステークス優勝馬コガネタイフウ、1993年3着馬に後の高松宮記念 (当時はGII高松宮杯)の優勝馬ロンシャンボーイ、1996年4着馬には1993年ジャパンカップの優勝馬レガシーワールドなどがいる。

## 歴史
- 1984年　阪神競馬場芝2500mで5歳以上（現4歳以上）のオープン特別競走として施行。
- 1991年　阪神競馬場改修工事の影響により京都競馬場芝2400mで代替開催[11]。
- 1996年　指定交流競走に指定。
- 1995年　阪神・淡路大震災の影響により京都競馬場芝2400mで代替開催[12][13]
- 1998年　施行距離を芝2000mに変更。
- 2007年　施行距離を芝1800mに変更。
- 2019年　リステッド競走に指定[14][15][16]。
- 2020年　新型コロナウイルス感染症(COVID-19)の流行及び改正・新型インフルエンザ等対策特別措置法32条に基づき日本国政府から発令された新型コロナウイルス緊急事態宣言により、客を入れない「無観客競馬」かつ中央競馬場所属のみで施行[17][18]。

## 歴代優勝馬
コース種別の記載がない距離は、芝コースを表す。
優勝馬の馬齢は、現行表記に揃えている。(1997年・1999年は無開催)
| 施行日        | 競馬場 | 距離  | 条件       | 優勝馬             | 年齢 | タイム | 優勝騎手   | 管理調教師 | 馬主                       |
| ------------- | ------ | ----- | ---------- | ------------------ | ---- | ------ | ---------- | ---------- | -------------------------- |
| 1984年4月15日 | 阪神   | 2500m | オープン   | ブルーギャラクシー | 牡4  | 2:34.9 | 武邦彦     | 池江泰郎   | 土井肇                     |
| 1985年4月14日 | 阪神   | 2500m | オープン   | メジロモンスニー   | 牡5  | 2:36.1 | 清水英次   | 大久保正陽 | メジロ商事（株）           |
| 1986年4月13日 | 阪神   | 2500m | オープン   | アキノサンシー     | 騸7  | 2:39.6 | 南井克巳   | 伊藤雄二   | 秋山儀一                   |
| 1987年4月11日 | 阪神   | 2500m | オープン   | タニノスイセイ     | 牡4  | 2:35.3 | 白坂宗治   | 宮本悳     | （有）カントリー牧場       |
| 1988年4月9日  | 阪神   | 2500m | オープン   | オサイチミカド     | 牡8  | 2:34.3 | 増井裕     | 土門一美   | 野出長一                   |
| 1989年4月9日  | 阪神   | 2500m | オープン   | ミュージックマン   | 牡5  | 2:37.3 | 竹原啓二   | 松山康久   | 吉田善哉                   |
| 1990年4月7日  | 阪神   | 2500m | オープン   | ショウリテンユウ   | 牡6  | 2:37.4 | 南井克巳   | 山内研二   | 奥村幸男                   |
| 1991年4月6日  | 京都   | 2400m | オープン   | エリモパサー       | 牡4  | 2:26.8 | 猿橋重利   | 沖芳夫     | 山本慎一                   |
| 1992年3月28日 | 阪神   | 2500m | オープン   | メイショウハブオー | 牡4  | 2:39.7 | 武豊       | 高橋直     | 松本好雄                   |
| 1993年4月10日 | 阪神   | 2500m | オープン   | トーワナゴン       | 牝4  | 2:37.3 | 小谷内秀夫 | 佐山優     | 斎藤一郎                   |
| 1994年4月9日  | 阪神   | 2500m | オープン   | テイエムハリケーン | 牡4  | 2:31.1 | 武豊       | 布施正     | 竹園正繼                   |
| 1995年4月8日  | 京都   | 2400m | オープン   | ミズノサーパス     | 牡4  | 2:24.8 | 安田康彦   | 坂口正則   | 水本晏臣                   |
| 1996年4月6日  | 阪神   | 2500m | オープン   | ダイタクサージャン | 牡4  | 2:32.6 | 石橋守     | 梅田康雄   | 中村和子                   |
| 1998年2月28日 | 阪神   | 2000m | オープン   | ナリタキングオー   | 牡6  | 2:01.8 | 松永幹夫   | 中尾謙太郎 | 山路秀則                   |
| 2000年3月11日 | 阪神   | 2000m | オープン   | メイショウオウドウ | 牡5  | 1:59.4 | 飯田祐史   | 飯田明弘   | 松本好雄                   |
| 2001年3月10日 | 阪神   | 2000m | オープン   | タマモヒビキ       | 牡5  | 1:59.3 | 小原義之   | 小原伊佐美 | タマモ（株）               |
| 2002年3月9日  | 阪神   | 2000m | オープン   | サンライズペガサス | 牡4  | 1:59.5 | 安藤勝己   | 石坂正     | 松岡（株）                 |
| 2003年3月15日 | 阪神   | 2000m | オープン   | アサカディフィート | 騸5  | 1:59.2 | 熊沢重文   | 鶴留明雄   | 浅川吉男                   |
| 2004年3月13日 | 阪神   | 2000m | オープン   | ローマンエンパイア | 牡5  | 1:59.0 | 岩田康誠   | 古川平     | （有）ターフ・スポート     |
| 2005年3月12日 | 阪神   | 2000m | オープン   | ビッグゴールド     | 牡7  | 2:01.4 | 和田竜二   | 中尾正     | （有）ビッグ               |
| 2006年3月11日 | 阪神   | 2000m | オープン   | マチカネメニモミヨ | 牡7  | 2:00.7 | 藤田伸二   | 伊藤雄二   | 細川益男                   |
| 2007年3月10日 | 阪神   | 1800m | オープン   | スーパーホーネット | 牡4  | 1:47.2 | 藤岡佑介   | 矢作芳人   | 森本悳男                   |
| 2008年3月15日 | 阪神   | 1800m | オープン   | オースミグラスワン | 牡6  | 1:46.1 | 川田将雅   | 荒川義之   | （株）オースミ             |
| 2009年3月8日  | 阪神   | 1800m | オープン   | マストビートゥルー | 牡6  | 1:49.2 | 浜中俊     | 加用正     | （有）信岡牧場             |
| 2010年3月7日  | 阪神   | 1800m | オープン   | マヤノライジン     | 牡9  | 1:49.1 | 藤岡佑介   | 梅内忍     | 田所英子                   |
| 2011年3月6日  | 阪神   | 1800m | オープン   | ダンツホウテイ     | 牡6  | 1:45.7 | 北村友一   | 本田優     | 山元哲二                   |
| 2012年3月4日  | 阪神   | 1800m | オープン   | ミッキーパンプキン | 牡6  | 1:48.6 | 池添謙一   | 清水出美   | 野田みづき                 |
| 2013年3月3日  | 阪神   | 1800m | オープン   | エアソミュール     | 牡4  | 1:46.7 | C.デムーロ | 角居勝彦   | （株）ラッキーフィールド   |
| 2014年3月9日  | 阪神   | 1800m | オープン   | スマートレイアー   | 牝4  | 1:45.7 | 武豊       | 大久保龍志 | 大川徹                     |
| 2015年3月8日  | 阪神   | 1800m | オープン   | ヒストリカル       | 牡6  | 1:48.1 | 松山弘平   | 音無秀孝   | 近藤英子                   |
| 2016年3月6日  | 阪神   | 1800m | オープン   | テイエムイナズマ   | 牡6  | 1:45.2 | 古川吉洋   | 福島信晴   | 竹園正繼                   |
| 2017年3月5日  | 阪神   | 1800m | オープン   | アストラエンブレム | 牡4  | 1:47.1 | M.デムーロ | 小島茂之   | （有）シルクレーシング     |
| 2018年3月4日  | 阪神   | 1800m | オープン   | トリコロールブルー | 牡4  | 1:45.3 | 岩田康誠   | 友道康夫   | （有）シルクレーシング     |
| 2019年3月3日  | 阪神   | 1800m | リステッド | スピリッツミノル   | 牡7  | 1:46.1 | 酒井学     | 本田優     | 吉岡實                     |
| 2020年3月8日  | 阪神   | 1800m | リステッド | レッドガラン       | 牡5  | 1:46.9 | 北村友一   | 安田隆行   | （株）東京ホースレーシング |
| 2021年3月7日  | 阪神   | 1800m | リステッド | ヒンドゥタイムズ   | 牡5  | 1:46.1 | 福永祐一   | 斉藤崇史   | （有）シルクレーシング     |
| 2022年3月6日  | 阪神   | 1800m | リステッド | アルサトワ         | 牡5  | 1:44.8 | 幸英明     | 斉藤崇史   | ゴドルフィン               |
| 2023年3月5日  | 阪神   | 1800m | リステッド | スカーフェイス     | 牡7  | 1:44.8 | 西村淳也   | 中竹和也   | 永井商事（株）             |
| 2024年3月3日  | 阪神   | 1800m | リステッド | ステラヴェローチェ | 牡6  | 1:45.4 | 酒井学     | 須貝尚介   | 大野照旺                   |
| 2025年3月9日  | 阪神   | 1800m | リステッド | デビットバローズ   | 騸6  | 1:44.6 | 岩田望来   | 上村洋行   | 猪熊広次                   |